# Ортоплюмбат натрия
Ортоплюмбат натрия — неорганическое соединение,
соль натрия и ортосвинцовой кислоты с формулой Na4PbO4,
светло-жёлтые кристаллы.

## Получение
- Спекание оксидов натрия и свинца:

{\displaystyle {\mathsf {2Na_{2}O+PbO_{2}\ {\xrightarrow {400^{o}C}}\ Na_{4}PbO_{4}}}}

## Физические свойства
Ортоплюмбат натрия образует светло-жёлтые гигроскопичные кристаллы.

## Химические свойства
- Энергично реагирует с водой:

{\displaystyle {\mathsf {Na_{4}PbO_{4}+2H_{2}O\ {\xrightarrow {}}\ 4NaOH+PbO_{2}\downarrow }}}